# Fonderia delle Cure
La Fonderia delle Cure è stata una fonderia e azienda metallurgica italiana, attiva nell'area fiorentina dalla seconda metà dell'Ottocento fino agli anni Settanta del secolo scorso.
Dalla fine dell'Ottocento fino agli anni Quaranta del Novecento, il nome della società fu Fonderia delle Cure e Officina di costruzioni in ferro Giovanni di Francesco Berta.

## Prodotti
Anche se ha lavorato - nel corso degli anni - per numerosi artisti, nonché per la fornitura di munizioni all'esercito italiano in tempo di guerra, la sua attività principale era costituita dalla produzione di oggetti in ferro e ghisa sia per privati che per opere pubbliche. In particolare è ricordata per la realizzazione di lampioni, panchine, colonne, pensiline ed altri prodotti in ghisa come pozzetti e tombini, sui quali è spesso visibile il marchio con il nome della fonderia; oggetti che, per materiale e finalità, sono spesso ancora in uso in luoghi pubblici (strade, parchi, stazioni) di varie città italiane, fra cui Firenze e Roma.

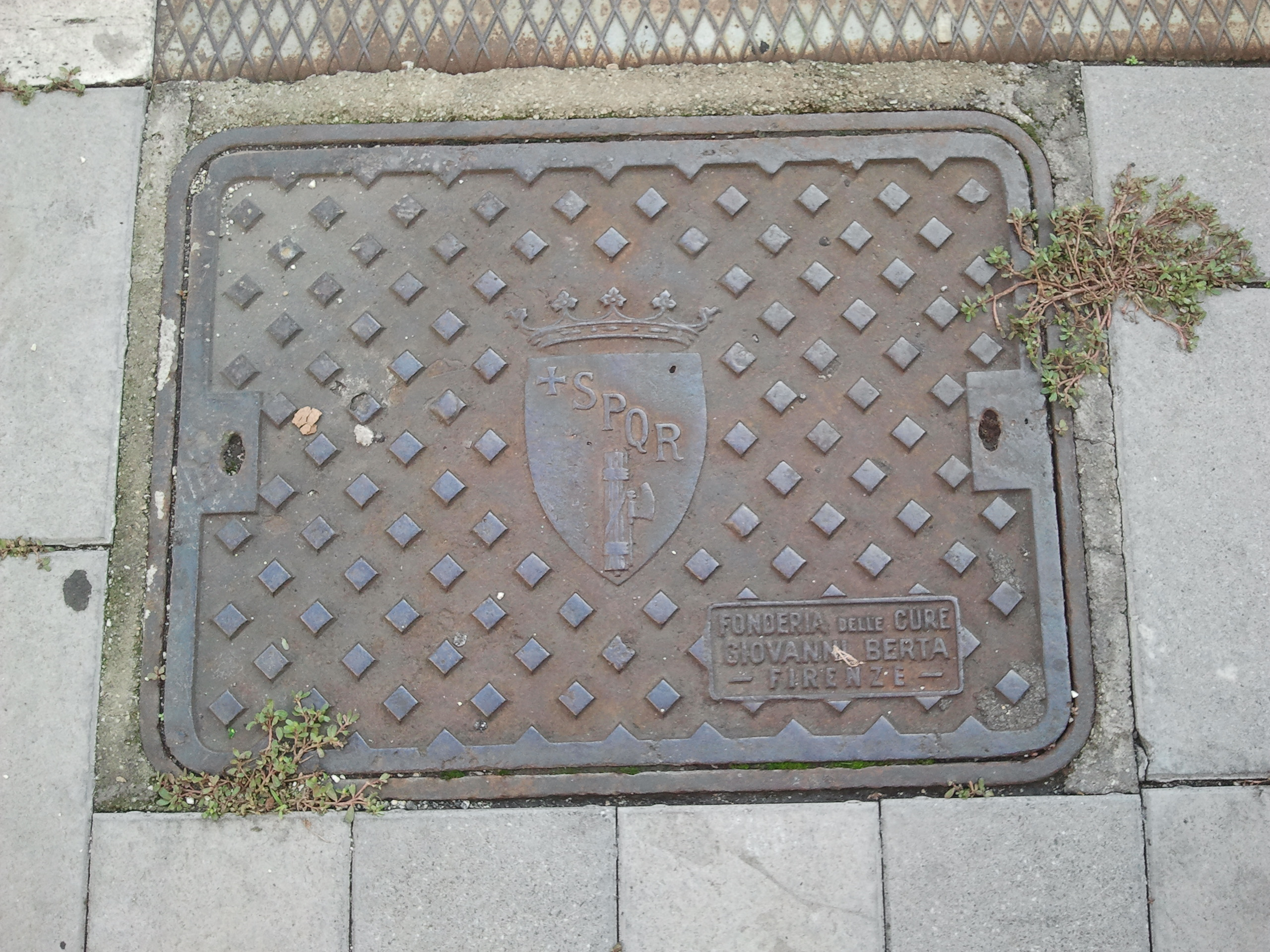
Tombino con la denominazione della fonderia

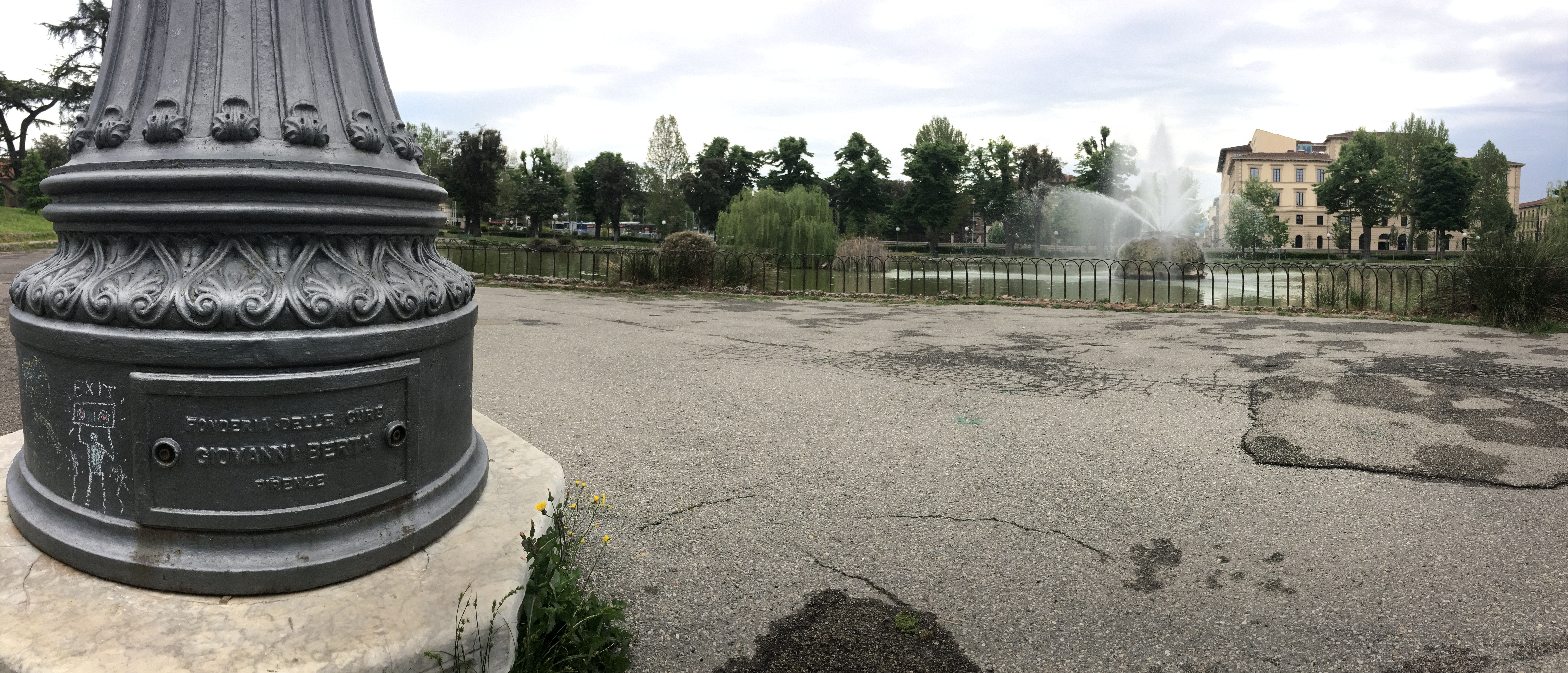
Base lampione posizionata in un parco

Tra le realizzazioni artistiche dell'officina, la Cappella Berta al cimitero delle Porte Sante di Firenze; progettata nel 1914 da Enrico Dante Fantappiè e scolpita da Renzo Vittorio Baldi, all'interno ospita il sepolcro di Giovanni Berta, figlio del titolare della fonderia, ucciso nel 1921.

## Storia

### Dalla nascita alla seconda guerra mondiale
Fondata nel 1865 da Giuseppe Berta, con sede in via Maffei 3, prese il nome dalla zona delle Cure in cui sorgeva. Si trattava a quel tempo di un'area ancora fuori dalla città, adatta all'impianto di un'attività che richiedeva quantità di acqua ed energia considerevoli, garantite dal vicino torrente Mugnone e da una gora da esso derivata che scorreva dietro alle spalle della fonderia, in corrispondenza dell'attuale via Boccaccio.
Acque che già alimentavano alcuni mulini e altre attività legate all'uso dell'acqua, in particolare le lavanderie dalle quali la zona aveva preso nome.
All'inizio del Novecento aveva già quaranta operai alle proprie dipendenze, e si occupava sia della fusione del metallo che del lavoro di progettazione, preparazione ed assemblaggio in officina dei manufatti finali. 
Nel primo dopoguerra, durante il biennio 1920-21 subì gli effetti della crisi del settore e delle lotte sociali del periodo, giungendo alla serrata nella primavera del 1921.

### Il dopoguerra: la crisi e la cooperativa
Nel secondo dopoguerra - denominata semplicemente "Fonderia delle Cure" - l'azienda entrò in crisi a causa della competizione di concorrenti nazionali ed europei, nonché della diminuzione delle commesse pubbliche. All'inizio degli anni Cinquanta la crisi giunse a un punto di non ritorno e la situazione finanziaria precipitò nel giro di pochi anni, al punto da causare l'intervento del neo sindaco Giorgio La Pira. Nel 1953 fu ammessa al concordato preventivo per la cessione dei beni, concordato omologato dal Tribunale di Firenze il 22 ottobre 1953, con l'affitto della fonderia alla s.r.l. "Nuova gestione Officina e Fonderia delle Cure".
A seguito del fallimento dell'azienda, dichiarato l'11 gennaio 1955, i dipendenti occuparono lo stabilimento nel febbraio successivo. Dopo un'opera di mediazione che vide coinvolti diversi soggetti, anche a causa del rifiuto degli istituti bancari interpellati di finanziare l`attività, i dipendenti costituirono la "Cooperativa Lavoratori Officina e Fonderia delle Cure", istituita il 3 febbraio 1955; occupata la fabbrica, successivamente al suo sgombero a seguito di richiesta dei liquidatori della "Società anonima Officine Fonderle delle Cure", i vigili urbani eseguirono un'ordinanza del Sindaco Giorgio La Pira, con cui la fabbrica venne requisita ed affidata alla gestione della neo costituita cooperativa dei lavoratori; saranno sessanta operai a rilevare e proseguire l'attività aziendale. L'ordinanza del sindaco si inseriva in una linea volta a favorire la finalità sociale della proprietà privata, in un dibattito che in quegli anni aveva dato spunto alla proposta di legge c.d. Angelini-Cappugi sulla "Dichiarazione di pubblica utilità e norme per l'espropriazione degli stabilimenti industriali inattivi."

### Il trasferimento a Scandicci e la chiusura
Nel 1967 la Fonderia delle Cure abbandonò l'area fiorentina, trasferendosi a Scandicci, in via delle Sette Regole. Come molte altre lavorazioni ad alto consumo energetico e di non alta specializzazione, nonostante le diverse commesse pubbliche, anche l'attività della fonderia cessò completamente negli anni settanta.
L'area della Fonderia delle Cure a Firenze (quella storica di via Maffei) fu acquisita dal Comune di Firenze già nel 1958, per evitare lo sfratto alla cooperativa dei lavoratori da parte dei liquidatori della vecchia società; una volta trasferita, nel 1969 la fonderia venne abbattuta per far spazio ad un nuovo edificio scolastico, la Scuola Media Inferiore "Italo Calvino". Quella di Scandicci è stata invece ceduta e trasformata in spazi direzionali. 
Parte dell'archivio della vecchia Fonderia è stato donato all'Archivio di Stato di Firenze.